# Andrew Lowe (Produzent)

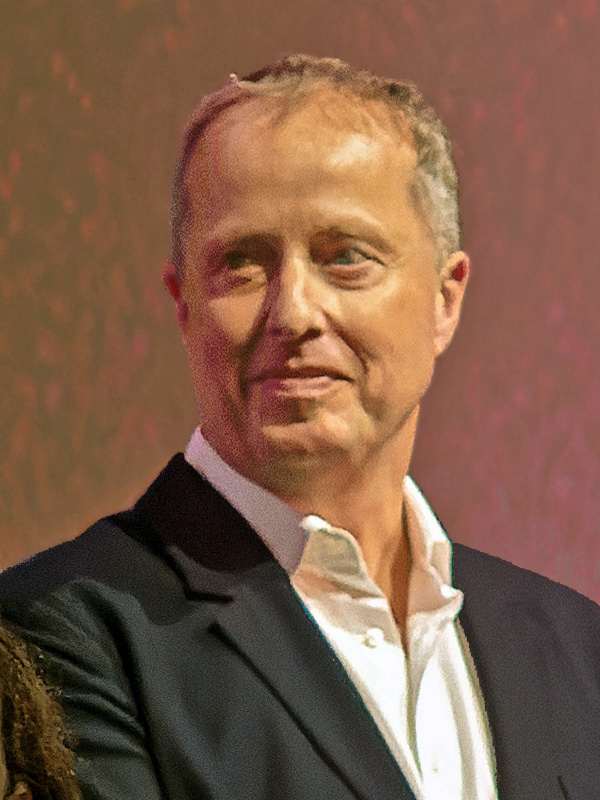
Andrew Lowe (2022)

Andrew Lowe (* Februar 1968) ist ein irischer Filmproduzent. Zusammen mit Ed Guiney gründete er die Produktionsgesellschaft Element Pictures.

## Leben
Andrew Lowe wuchs in Dublin auf, wo er bereits als Kind seinen späteren Produktionspartner Ed Guiney kennenlernte. Beide besuchten das Trinity College Dublin.
Lowe arbeitete von 1993 bis 1999 als freischaffender Produktionsbuchhalter in der Filmbranche. Von 1999 bis 2001 arbeitete er als Leiter der Abteilung Business Affairs beim Irish Film Board.
Gemeinsam mit Ed Guiney gründete er 2001 die Produktionsgesellschaft Element Pictures in Dublin. Der Schwerpunkt seiner Arbeit liegt in der Sicherstellung der Filmfinanzierung und der administrativen Steuerung der Projekte von Element Pictures sowie bei der Überwachung der Koproduktionsaktivitäten.
Lowe fungierte als Produzent von Filmen wie Cracks, The Guard – Ein Ire sieht schwarz, Shadow Dancer und Frank. Daneben war Lowe Executive Producer zahlreicher Film- und Fernsehproduktionen. Die Produktion des Fantasyfilms Poor Things von Regisseur Giorgos Lanthimos brachte ihm bei der Oscarverleihung 2024 gemeinsam mit Ed Guiney, Giorgos Lanthimos und Emma Stone eine Nominierung für den Oscar für den Besten Film ein.
Lowe ist Board Member der Screen Producers Ireland (SPI) und Vice Chair der IBEC Audiovisual Federation.

## Filmografie (Auswahl)
Producer
- 2005: Boy Eats Girl
- 2005: Lassie kehrt zurück (Lassie)
- 2006: Robin Pilcher – Jenseits des Ozeans (Fernsehfilm)
- 2009: Zonad
- 2009: Cracks
- 2011: The Guard – Ein Ire sieht schwarz (The Guard)
- 2012: Shadow Dancer
- 2014: Frank
- 2021: The Souvenir Part II
- 2022: Das Wunder (The Wonder)
- 2022: The Eternal Daughter
- 2022: Chevalier
- 2023: Poor Things
- 2024: Kinds of Kindness
- 2024: September & July (September Says)
- 2025: Pillion

Executive Producer
- 2004: Omagh – Das Attentat (Omagh, Fernsehfilm)
- 2004: Adam & Paul
- 2005: The League of Gentlemen’s Apocalypse
- 2005: Isolation
- 2006: The Wind That Shakes the Barley
- 2006–2007: Murphy’s Law (Fernsehserie, 4 Episoden)
- 2007: Rough Diamond (Fernsehserie, 3 Episoden)
- 2007: Sherlock Holmes and the Baker Street Irregulars (Fernsehfilm)
- 2007: Garage
- 2007: The Old Curiosity Shop (Fernsehfilm)
- 2007–2009: George Gently – Der Unbestechliche (George Gently, Fernsehserie, 7 Episoden)
- 2007–2010: Single-Handed (Fernsehserie, 12 Episoden)
- 2008: The Invisibles (Miniserie, 8 Episoden)
- 2008: Little White Lie (Fernsehfilm)
- 2009: Five Minutes of Heaven
- 2010: Die Republik der Bäume (All Good Children)
- 2010: The Silence (Miniserie, 4 Episoden)
- 2010: Essential Killing
- 2012: What Richard Did
- 2012–2016: Ripper Street (Fernsehserie, 26 Episoden)
- 2013: Dark Touch
- 2014: Jimmy’s Hall
- 2014: Glassland
- 2015: Charlie (Miniserie, 3 Episoden)
- 2015: The Lobster
- 2015: Raum (Room)
- 2015: 11 Minuten (11 minut)
- 2016–2019: Rebellion (Miniserie, 5 Episoden)
- 2016: Ein Date für Mad Mary (A Date for Mad Mary)
- 2017: The Killing of a Sacred Deer
- 2017: Ungehorsam (Disobedience)
- 2018: The Favourite – Intrigen und Irrsinn (The Favourite)
- 2018: The Little Stranger
- 2018: Rosie
- 2018: Blood (Fernsehserie, 5 Episoden)
- 2020: Herself
- 2020: The Nest – Alles zu haben ist nie genug (The Nest)
- 2020: Normal People (Miniserie, 12 Episoden)
- 2022: The Dry (Fernsehserie, 8 Episoden)
- 2023: The Gallows Pole (Fernsehserie, 3 Episoden)

Co-Producer
- 2011: Cheyenne – This Must Be the Place (This Must Be the Place)